# التاج الأوروبي الثلاثي لكرة السلة
التاج الأوروبي الثلاثي لكرة السلة هو لقب يُمنح للنادي الذي يُحقق خلال نفس الموسم الرياضيّ ألقاب ثلاثة بطولات رسميّة هي لقب بطولة الدوري المحلي لكرة السلة للمحترفين، ولقب بطولة الكأس المحلّية لكة السلة للمحترفين، ولقب البطولة القارية لكرة السلة للمحترفين (بطولة الدوري الأوروبي لكرة السلة للمحترفين). ويُعتبر التتويج بلقب التاج الأوروبي الثلاثي لكرة السلة هو أعلى إنجاز يمكن أن يحققه نادي كرة سلة أوروبي محترف خلال موسم رياضي واحد.

## الأندية حاملة اللقب
مُنح لقب التاج الأوروبي الثلاثي لكرة السلة 22 مرة فقط، وفاز به حتى الآن 12 نادي كرة سلة أوروبي مُختلف. ويوضح الجدول التالي الأندية الأوروبية التي توجت باللقب منذ تأسيسه:
| الموسم  | اسم النادي          | مسابقة الدوري المحلي                 | مسابقة الكأس المحلية       | مسابقة الدوري الأوروبي لكرة السلة |
| ------- | ------------------- | ------------------------------------ | -------------------------- | --------------------------------- |
| 1964–65 | ريال مدريد          | الدوري الإسباني الوطني لكرة السلة    | كأس ملك إسبانيا لكرة السلة | كأس أبطال أُورُوبَّا لكرة السلة       |
| 1969–70 | بالاكانسترو فاريزي  | ليغا باسكيت الدرجة الأولى            | كأس إيطاليا لكرة السلة     | الدوري الأوروبي لكرة السلة        |
| 1972–73 | بالاكانسترو فاريزي  | ليغا باسكيت الدرجة الأولى            | كأس إيطاليا لكرة السلة     | كأس أبطال أُورُوبَّا لكرة السلة       |
| 1973–74 | ريال مدريد          | الدوري الإسباني الوطني لكرة السلة    | كأس ملك إسبانيا لكرة السلة | كأس أبطال أُورُوبَّا لكرة السلة       |
| 1976–77 | مكابي إيليت تل أبيب | الدوري الإسرائيلي الممتاز لكرة السلة | كأس إسرائيل لكرة السلة     | كأس أبطال أُورُوبَّا لكرة السلة       |
| 1980–81 | مكابي إيليت تل أبيب | الدوري الإسرائيلي الممتاز لكرة السلة | كأس إسرائيل لكرة السلة     | كأس أبطال أُورُوبَّا لكرة السلة       |
| 1984–85 | سيبونا زغرب         | الدوري الفيدرالي الأول لكرة السلة    | كأس يوغوسلافيا لكرة السلة  | كأس أبطال أُورُوبَّا لكرة السلة       |
| 1986–87 | أولمبيا ميلانو      | ليغا باسكيت الدرجة الأولى            | كأس إيطاليا لكرة السلة     | كأس أبطال أُورُوبَّا لكرة السلة       |
| 1989–90 | سبليت               | الدوري الفيدرالي الأول لكرة السلة    | كأس يوغوسلافيا لكرة السلة  | كأس أبطال أُورُوبَّا لكرة السلة       |
| 1990–91 | POP 84 Split        | الدوري الفيدرالي الأول لكرة السلة    | كأس يوغوسلافيا لكرة السلة  | كأس أبطال أُورُوبَّا لكرة السلة       |
| 1991–92 | بارتيزان            | الدوري الفيدرالي الأول لكرة السلة    | كأس يوغوسلافيا لكرة السلة  | كأس أبطال أُورُوبَّا لكرة السلة       |
| 1996–97 | أولمبياكوس          | الدوري اليوناني لكرة السلة           | كأس اليونان لكرة السلة     | اليوروليغ لكرة السلة              |
| 2000–01 | كيندر بولونيا       | ليغا باسكيت الدرجة الأولى            | كأس إيطاليا لكرة السلة     | الدوري الأوروبي لكرة السلة        |
| 2000–01 | مكابي إيليت تل أبيب | الدوري الإسرائيلي الممتاز لكرة السلة | كأس إسرائيل لكرة السلة     | السوبرليغ لكرة السلة              |
| 2002–03 | برشلونة             | الدوري الإسباني لكرة السلة           | كأس ملك إسبانيا لكرة السلة | الدوري الأوروبي لكرة السلة        |
| 2003–04 | مكابي إيليت تل أبيب | الدوري الإسرائيلي الممتاز لكرة السلة | كأس إسرائيل لكرة السلة     | الدوري الأوروبي لكرة السلة        |
| 2004–05 | مكابي إيليت تل أبيب | الدوري الإسرائيلي الممتاز لكرة السلة | كأس إسرائيل لكرة السلة     | الدوري الأوروبي لكرة السلة        |
| 2005–06 | سسكا موسكو          | دوري السوبر الروسي لكرة السلة        | كأس روسيا لكرة السلة       | الدوري الأوروبي لكرة السلة        |
| 2006–07 | باناثينايكوس        | الدوري اليوناني لكرة السلة           | كأس اليونان لكرة السلة     | الدوري الأوروبي لكرة السلة        |
| 2008–09 | باناثينايكوس        | الدوري اليوناني لكرة السلة           | كأس اليونان لكرة السلة     | الدوري الأوروبي لكرة السلة        |
| 2013–14 | مكابي إيليت تل أبيب | الدوري الإسرائيلي الممتاز لكرة السلة | كأس إسرائيل لكرة السلة     | الدوري الأوروبي لكرة السلة        |
| 2014–15 | ريال مدريد          | الدوري الإسباني لكرة السلة           | كأس ملك إسبانيا لكرة السلة | الدوري الأوروبي لكرة السلة        |

## ترتيب الفرق الفائزة باللقب
| عدد مرات الفوز باللقب | النادي                     | المواسم                                              |
| 6                     | مكابي إيليت تل أبيب        | 1976–77, 1980–81, 2000–01, 2003–04, 2004–05, 2013–14 |
| 3                     | ريال مدريد                 | 1964–65, 1973–74, 2014–15                            |
| 2                     | بالاكانسترو فاريزي         | 1969–70, 1972–73                                     |
| 2                     | سبليت                      | 1989–90, 1990–91                                     |
| 2                     | باناثينايكوس               | 2006–07, 2008–09                                     |
| 1                     | سيبونا زغرب                | 1984–85                                              |
| 1                     | أولمبيا ميلانو             | 1986–87                                              |
| 1                     | بارتيزان                   | 1991–92                                              |
| 1                     | أولمبياكوس                 | 1996–97                                              |
| 1                     | فيرتوس بالاكانسترو بولونيا | 2000–01                                              |
| 1                     | برشلونة                    | 2002–03                                              |
| 1                     | سسكا موسكو                 | 2005–06                                              |

## الدوريات التي توجت أنديتها باللقب
| عدد مرات الفوز باللقب | الدوري المحلي                                                  | المواسم الرياضية                                     |
| --------------------- | -------------------------------------------------------------- | ---------------------------------------------------- |
| 6                     | الدوري الإسرائيلي الممتاز لكرة السلة                           | 1976–77, 1980–81, 2000–01, 2003–04, 2004–05, 2013–14 |
| 4                     | ليغا باسكيت الدرجة الأولى                                      | 1969–70، 1972–73, 1986–87, 2000–01                   |
| 4                     | الدوري الإسباني الوطني لكرة السلة، والدوري الإسباني لكرة السلة | 1964–65، 1973–74، 2002–03، 2014–15                   |
| 4                     | الدوري الفيدرالي الأول لكرة السلة                              | 1984–85، 1989–90، 1990–91، 1991–92                   |
| 3                     | الدوري اليوناني لكرة السلة                                     | 1996–97, 2006–07، 2008–09                            |
| 1                     | دوري السوبر الروسي لكرة السلة                                  | 2005–06                                              |

## التاج الأوروبي الثلاثي الصغير لكرة السلة
بالإضافة إلى لقب التاج الأوروبي الثلاثي لكرة السلة، هُناك لقب أدنى يُعرف باسم التاج الأوروبي الثلاثي الصغير لكرة السلة، ويُمنح للأندية الأوروبية لكرة السلة للمحترفين التي تحقق في نفس الموسم الرياضي الفوز بلقبي بطولة الدوري المحلي للدرجة الأولى لكرة السلة للمحترفين وبطولة الكأس المحلية للدرجة الأولى لكرة السلة للمحترفين إلى جانب الفوز بواحدة من البطولات الأوروبية لكرة السلة للدرجة الثانية (مثل كأس أبطال الكؤوس الأوروبية لكرة السلة (كأس سابورتا)، أو بطولة كأس أوروبا لكرة السلة، وبطولة دوري أبطال أوروبا لكرة السلة) أو للدرجة الثالثة (مثل كأس فيبا كوراتش)، أو للدرجة الرابعة (مثل بطولة كأس أوروبا الأصلية لكرة السلة).

### أندية الدرجة الثانية
توج بلقب التاج الأوروبي الثلاثي الصغير لكرة السلة حتى الآن خمسة فرق أوروبية بعد فوزها ببطولة الدوري المحلي للدرجة الأولى لكرة السلة للمحترفين وبطولة الكأس المحلية للدرجة الأولى لكرة السلة للمحترفين إلى جانب الفوز بواحدة من البطولات الأوروبية لكرة السلة للدرجة الثانية، ويوضح الجدول التالي خمس من الفرق الأوروبية التي توجت باللقب بعد فوزها ببطولة أوروبية للدرجة الثانية:
| الموسم الرياضي | الفريق                   | الدوري المحلي                           | الكأس المحلية                 | الكأس الأوروبية       |
| -------------- | ------------------------ | --------------------------------------- | ----------------------------- | --------------------- |
| 1971–72        | أولمبيا ميلانو           | ليغا باسكيت الدرجة الأولى               | كأس إيطاليا لكرة السلة        | كأس سابورتا           |
| 1981–82        | سيبونا زغرب              | الدوري الفيدرالي الأول لكرة السلة       | كأس يوغوسلافيا لكرة السلة     | كأس سابورتا           |
| 1987–88        | ليموج سي إس بي           | الدوري الفرنسي لكرة السلة الدرجة الأولى | كأس القادة الفرنسي لكرة السلة | كأس سابورتا           |
| 1993–94        | نادي أوليمبيا لكرة السلة | الدوري السلوفيني لكرة السلة             | كأس سلوفينيا لكرة السلة       | كأس سابورتا           |
| 2008–09        | ليتوفوس رايتس            | الدوري الليتواني لكرة السلة             | كأس ليتوانيا لكرة السلة       | كأس أوروبا لكرة السلة |

### أندية الدرجة الثالثة والرابعة
توج بلقب التاج الأوروبي الثلاثي الصغير لكرة السلة حتى الآن ثمانية فرق أوروبية بعد فوزها ببطولة الدوري المحلي للدرجة الأولى لكرة السلة للمحترفين وبطولة الكأس المحلية للدرجة الأولى لكرة السلة للمحترفين إلى جانب الفوز بواحدة من البطولات الأوروبية لكرة السلة للدرجة الثالثة أو الدرجة الرابعة، ويوضح الجدول التالي الفرق الأوروبية الثمانية التي توجت باللقب بعد فوزها ببطولة أوروبية للدرجة الثالثة أو الرابعة:
| الموسم  | اسم الفريق      | الدوري المحلي                           | الكأس المحلية              | الكأس الأوروبية                                |
| ------- | --------------- | --------------------------------------- | -------------------------- | ---------------------------------------------- |
| 1976–77 | سبليت           | الدوري الفيدرالي الأول لكرة السلة       | كأس يوغوسلافيا لكرة السلة  | كأس كوراتش لكرة السلة (الدرجة الثالثة)         |
| 1978–79 | بارتيزان        | الدوري الفيدرالي الأول لكرة السلة       | كأس يوغوسلافيا لكرة السلة  | كأس كوراتش لكرة السلة (الدرجة الثالثة)         |
| 1982–83 | ليموج سي إس بي  | الدوري الفرنسي لكرة السلة الدرجة الأولى | كأس فرنسا لكرة السلة       | كأس كوراتش لكرة السلة (الدرجة الثالثة)         |
| 1986–87 | برشلونة         | الدوري الإسباني لكرة السلة              | كأس ملك إسبانيا لكرة السلة | كأس كوراتش لكرة السلة (الدرجة الثالثة)         |
| 1995–96 | إيفيس بلسن      | الدوري التركي لكرة السلة                | كأس تركيا لكرة السلة       | كأس كوراتش لكرة السلة (الدرجة الثالثة)         |
| 1999–00 | ليموج سي إس بي  | الدوري الفرنسي لكرة السلة الدرجة الأولى | كأس فرنسا لكرة السلة       | كأس كوراتش لكرة السلة (الدرجة الثالثة)         |
| 2004–05 | سي إس يو بلويشت | الدوري الروماني لكرة السلة              | كأس رومانيا لكرة السلة     | كأس أوروبا الأصلية لكرة السلة (الدرجة الرابعة) |
| 2011–12 | بشكتاش          | الدوري التركي لكرة السلة                | كأس تركيا لكرة السلة       | كأس كوراتش لكرة السلة (الدرجة الثالثة)         |

## إحصائيات
كان زيلكو أوبرادوفيتش هو المدرب الوحيد الذي فاز بلقب التاج الأوروبي الثلاثي لكرة السلة ثلاث مرات، كانت أولها في موسم عام 1991-1992 عندما فاز باللقب مع فريق بارتيزان بلغراد، ثم فاز باللقب بعد ذلك مرتين مع فريق باناثينايكوس في موسم عام 2006-2007 وموسم عام 2008-2009.